# Feuerklimax

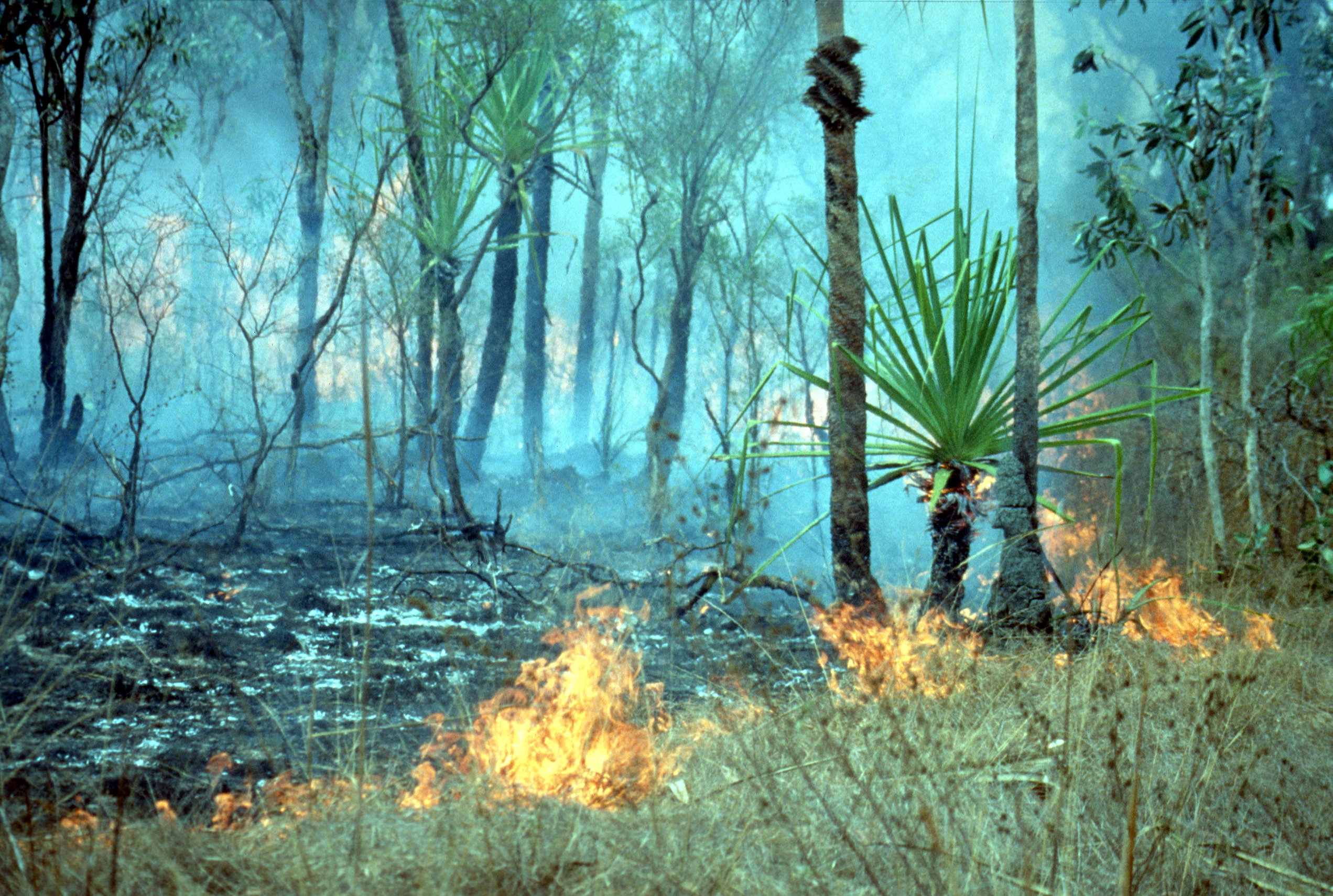
Bodenfeuer in einer tropischen, nordaustralischen Feuerklimax-Savanne

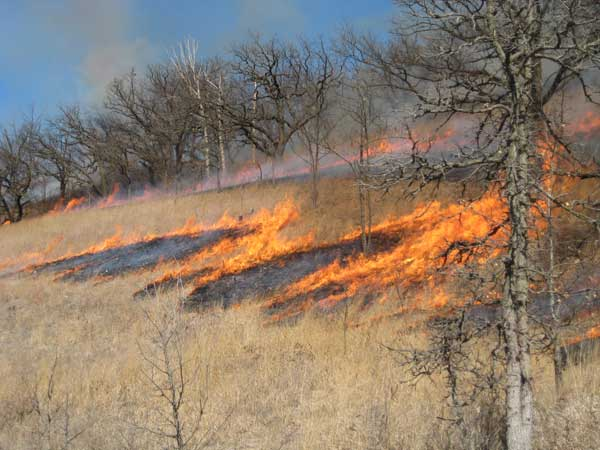
Auch für viele Waldsteppen der gemäßigten Zone (hier in Wisconsin) werden regelmäßige Feuer als Entstehungsfaktor vermutet

Feuerklimax (auch Feuerökosystem oder -landschaft) wird ein Vegetationstyp genannt, dessen Existenz wesentlich durch den Umweltfaktor Feuer bestimmt wird. In der Regel handelt es sich um Standorte in semiariden Klimaten, die ohne regelmäßig wiederkehrende Vegetationsbrände von Wäldern bestanden wären. Die Feuer lichten den Wald auf und zerstören große Teile des Baumbewuchses. Diese Störung tritt immer wieder (oft im gleichen Sukzessionsstadium) auf und verhindert, dass sich eine der Vegetationszone entsprechende Schlusswaldgesellschaft entwickeln kann. Auf diese Weise teilen sich vor allem die folgenden Biome die gleichen Klimabedingungen:
Links Schlusswaldgesellschaft (= Klimaxvegetation) – rechts Feuerlandschaft (= Feuerklimax)
- Tropischer Feuchtwald – Feuchtsavanne
- Tropischer Trockenwald – Trockensavanne
- Hartlaubwald – Macchie

Bei Regionen, in denen die Waldfähigkeit aufgrund zu großer Trockenheit grenzwertig ist, sind das Brandrisiko und die Störanfälligkeit der Wälder deutlich höher. Daher werden auch für die Waldsteppen (Übergangslebensraum zwischen den gemäßigten Wäldern und den Steppen) neben kleinklimatischen und edaphischen Faktoren regelmäßige Feuer als Ursache für die baumfreien „Inseln“ diskutiert.
Bei den borealen Nadelwäldern sind regelmäßige Waldbrände zwar nicht existentiell wichtig, erfüllen aber dennoch eine wichtige Funktion zur Verjüngung der Bestände, wenn die Nadelstreuauflage am Boden zu dick wird und die Keimung der Samen verhindert.
Auch die subtropischen Graslandschaften der humiden Pampa Südamerikas und des Highvelds in Südafrika wären heute potenziell Wald. Hierbei handelt es sich jedoch um immerfeuchten Lorbeerwald, der wie die Regenwälder ausgesprochen selten brennt. Als Erklärung dient eine Kombination aus klimahistorischen und anthropogenen Faktoren: Da im Umfeld dieser Regionen keine kälteresistenten Baumarten vorkamen, handelte es sich bereits während trockener historischer Kaltzeiten um Steppenlandschaften. Da Jäger und Sammler und später Hirten für die Jagd und zur Offenhaltung der Weiden immer wieder Feuer legten, konnte sich auch in späteren feuchtwarmen Perioden kein Wald etablieren.

## Hintergründe

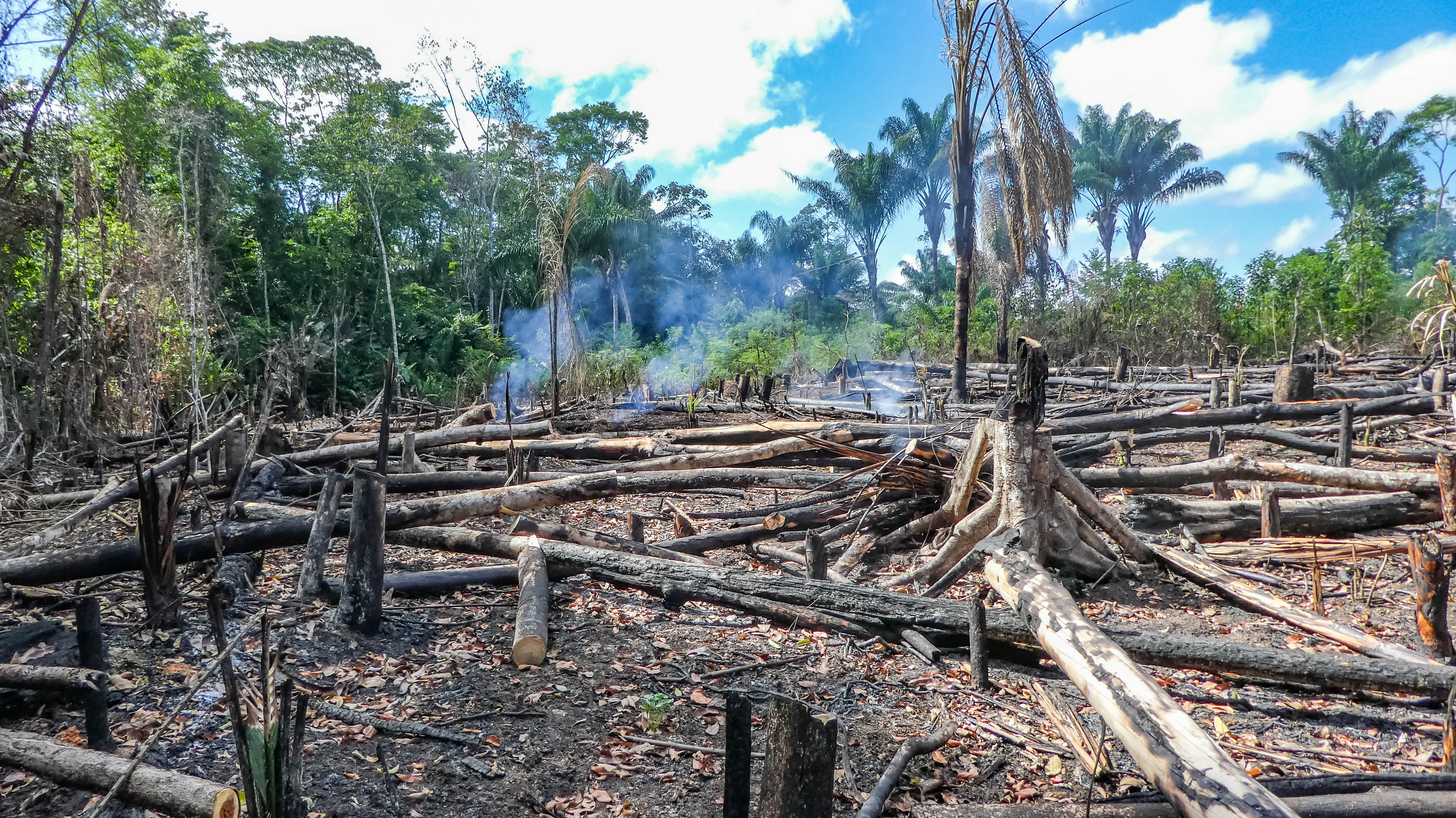
Brandgerodete Fläche im tropischen Regenwald

Auf den ersten Blick verursachen Brände schwere ökologische Schäden: Die Biomasse einschließlich mehr oder weniger großer Teile der organischen Bodensubstanz werden vernichtet und damit die Mineralisierung unterbrochen, der kahle Boden wird der Erosion preisgegeben und die Tierwelt verliert Lebensräume. In Räumen mit regelmäßigen Feuern sind Gehölze als langsam wachsende Pflanzen benachteiligt und Gräser als schnell wachsende Vegetation bevorteilt.
Nach dem Abbrennen – von Natur aus häufig nur durch schnell durchlaufende, relativ „kalte“ Bodenfeuer – treten jedoch etliche positive Effekte auf (die durch die Brandrodungswirtschaft seit Jahrtausenden genutzt werden): Die entstehende Holzkohle erhöht die Wasserspeicherfähigkeit des Bodens und verbessert die Bedingungen für die Keimung, die zudem durch freigewordene Nährsalze gefördert wird. Dieser Düngeeffekt kann bis zu 100 Jahre anhalten.
Obwohl einerseits sehr viele Tier- und Pflanzengruppen vernichtet werden, schafft die neu einsetzende Sukzession Platz für andere Arten, die in den Schlussgesellschaften nicht überleben könnten. Bezieht man die unversehrten Räume des gleichen Ökosystems mit ein, erhöht sich durch regelmäßige Brände die biologische Vielfalt.
Darüber hinaus haben sich etliche Pflanzen und einige Tiere im Laufe der Evolution an Feuer (bzw. Brandfolgen) angepasst. So breiten sich etwa das Rohrglanzgras und die Fieder-Zwenke (beides Süßgräser der Mittelbreiten) nach Grasbränden stark aus.
Dies kann so weit gehen, dass die Pflanzenarten als sogenannte Pyrophyten sowie pyrophile Tierarten im Extremfall Feuer zwingend benötigen, um sich zu vermehren. Beispiele sind etwa die australischen Banksien (Familie der Silberbaumgewächse), deren harte Samenstände sich erst nach großer Hitze öffnen oder der Schwarze Kiefernprachtkäfer, dessen Larven nur in verkohltem Bast überleben können. Die beiden häufigsten Anpassungsstrategien sind eine feuerresistente und isolierende Borke und verschiedene durch Feuer geförderte Verjüngungsmöglichkeiten.
Werden die Brände in Feuerklimaxgesellschaften verhindert, sind die Folgen vorerst negativ: Zum einen sind die meisten wirtschaftlich wichtigen Baumarten solcher Gebiete Pyrophyten, sodass ihr Anteil an der Verjüngung des Waldes zurückgeht; zum anderen erhöht die zunehmende Ansammlung von Bodenstreu die Gefahr verheerender Baumkronenbrände, die den Wald zu stark schädigen oder ganz vernichten. Außerdem ist zu beachten, dass die Bodenerosion nach Bränden eine Zeitlang deutlich stärker wirkt und wertvollen Humus abträgt. Das alles muss bei der Bewirtschaftung und Pflege solcher Biome berücksichtigen!

### Voraussetzungen und natürliche Ursachen

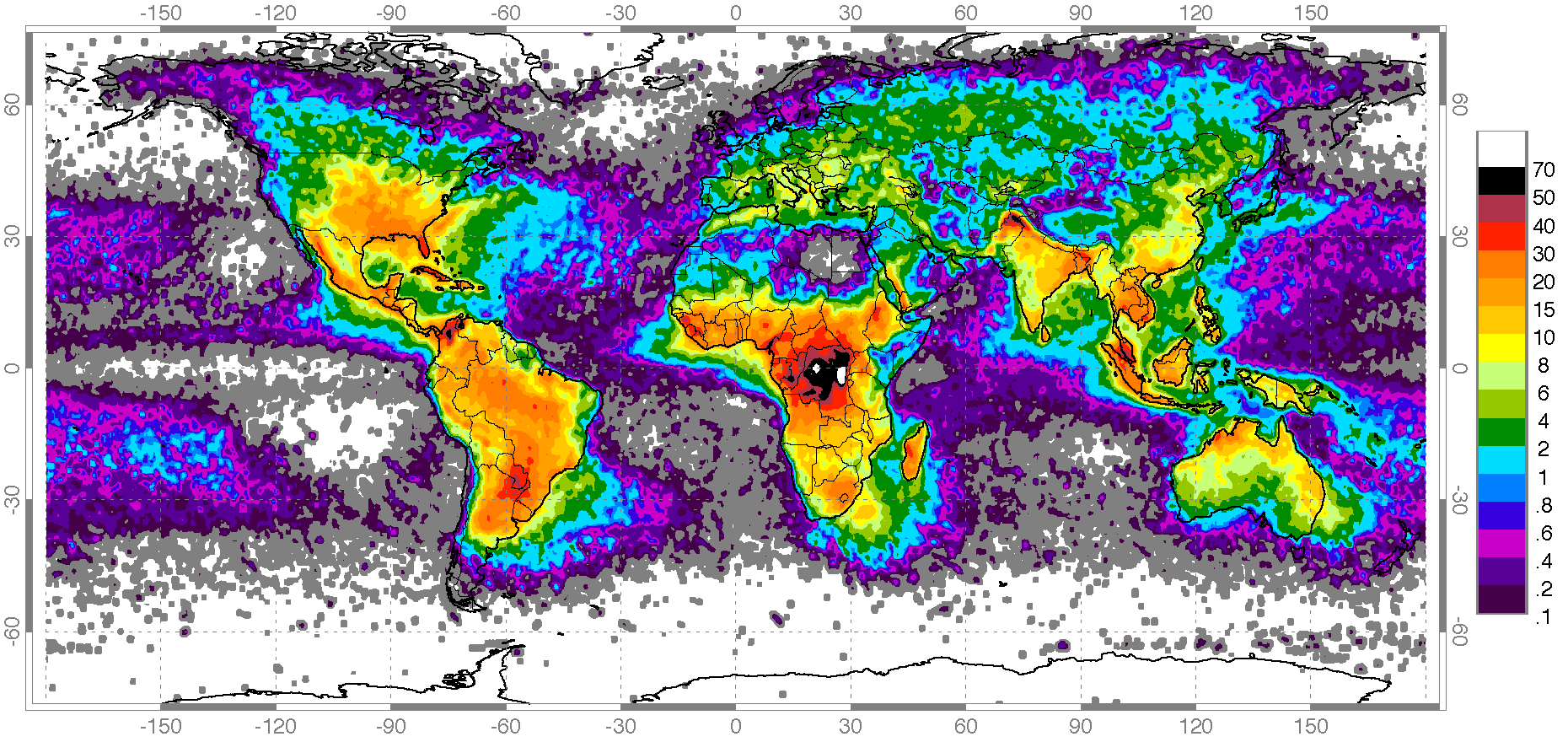
Gewitterhäufigkeit: Globale Blitzverteilung (Blitze pro Jahr je km²)

Trockenheit, eine große Gewitterhäufigkeit und eine leicht entzündliche Bodenvegetation begünstigen die Entstehung und Ausbreitung von Vegetationsbränden, sodass die tropischen und subtropischen Trockenräume mit ausreichendem Pflanzenwuchs die besten Voraussetzungen für Feuerlandschaften bieten.
Die häufigsten natürlichen Ursachen der Feuerentstehung sind Blitzschlag und (chemische) Selbstentzündung (etwa durch Verwesung, Kompostierung, flüchtige Pflanzenöle). Seltener entstehen Brände durch vulkanische Aktivitäten oder Funkenbildung bei Steinschlägen.

### Der Mensch als Verursacher

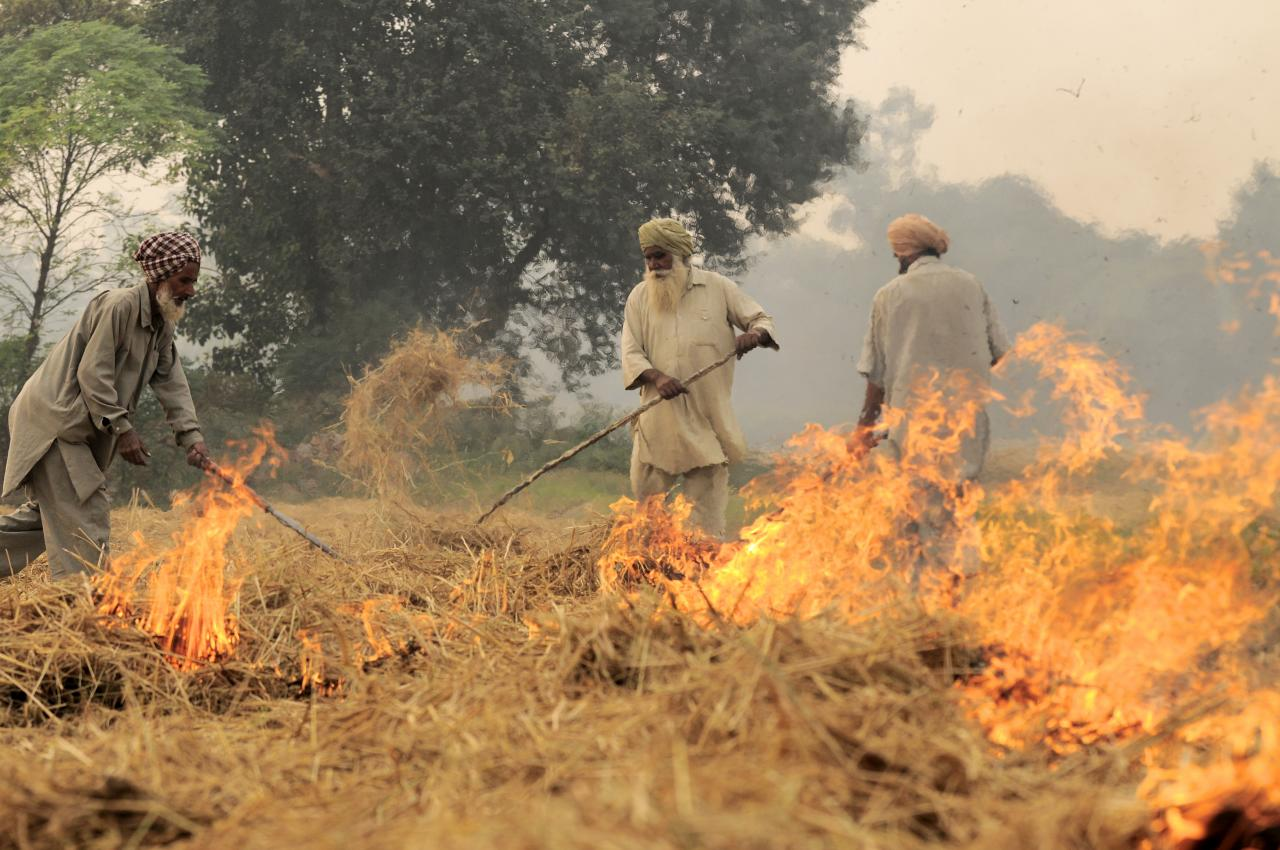
Seit Jahrtausenden nutzt der Mensch das Feuer auch in der Landschaft

Vermutlich in allen Feuerökosystemen spielt der Mensch als Brandstifter eine mehr oder minder große Rolle: Die Nutzung des Feuers ist für mehr als eine Million Jahre gesichert und es wird angenommen, dass sich dies nicht nur auf Herdfeuer beschränkte. Der Einsatz von bewusst gelegten Waldbränden ist durch Funde belegt, die in einem Zeitraum zwischen 10.000 und rund 30.000 Jahre vor heute datiert werden.
Praktisch in allen traditionellen Wirtschaftsformen (insbesondere in eher trockenen, waldfähigen Klimaten) haben regelmäßige Feuer etliche Vorteile – und das gilt in vielen Entwicklungsländern bis heute:
- Jäger und Sammler: Treiben der Beutetiere, Anlocken und leichter bejagen auf frisch begrünten Brandflächen, Schutz vor Raubtieren in offeneren Landschaften
- Hirtenkulturen: Überbrennen, um den Anteil und den Nährstoffgehalt der Gräser zu erhöhen, Schaffung und Offenhaltung von Weideland
- Feldbauern: Brandrodung zur Urbarmachung des Landes und zur Erhöhung der Erträge

Auf diese Weise hat der Mensch in vielen Gegenden (nachgewiesen in den Savannen Indiens, Südostasiens und Afrikas sowie den subtropischen Grasländern Campo in Südamerika und Highveld in Südafrika) anthropogene Feuerlandschaften geschaffen, deren Brandintervall deutlich kürzer war als von Natur aus (in den Monsunwäldern Südostasiens bis zu dreimal jährlich). Dennoch lassen sich die vier Ursachen – natürliche und anthropogene Feuer sowie Beweidung großer Herden wilder oder genutzter Weidetiere – nur in wenigen Fällen klar voneinander trennen.
In der Moderne begann der Mensch, auch Vegetationsbrände zu bekämpfen und durch verschiedene Maßnahmen zu verhindern. Das erhöhte jedoch auch in Feuerökosystemen, die durch regelmäßige Bodenfeuer geprägt wurden, zwangsläufig den Anteil feuerempfindlicher Arten und führte zur Ansammlung brennbarer Biomasse: So erfolgte etwa in Kalifornien eine Verbuschung der „Eichensavannen“ und ein vermindertes Nachwachsen der feuerresistenten Eichenarten, sodass verheerende Waldbrände entstehen konnten, bei denen die gesamte Vegetation vernichtet wurde. Ähnliche folgenschwere Entwicklungen wurden in vielen semi-ariden Landschaften der Erde beobachtet. Erst seit der zweiten Hälfte des 20. Jahrhunderts kommt es zu einem Umdenken und dem bewussten Einsatz von Feuer im Naturschutz.